# Biofertilitzant

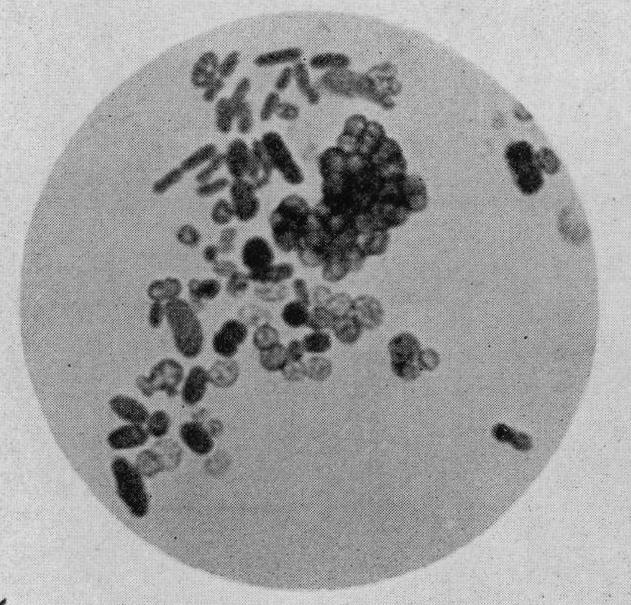
ls bacteris Azotobacter es fan servir com biofertilitzant

Un biofertilitzant és una substància fertilitzant que conté microorganismes, els quals aplicats a les llavors, a la superfície de les plantes o al sòl, colonitzen la rizosfera o l'interior de la planta i en promouen el creixement per l'increment de la disponibilitat de nutrients a la planta hoste. Els biofertilitzants fa més de 20 anys que s'utilitzen, però encara a petita escala.
Els biofertilitzants afegeixen nutrients a través del procés natural de fixació del nitrogen, solubilització del fòsfor i estimular el creixement de les plantes per síntesi de substàncies promotores del creixement. S'espera que els biofertilitzants facin reduir el consum de fertilitzants de síntesi química pels problemes mediambientals que ocasionés (per exemple l'eutrofització) i també reduir el de plaguicides. Els microorganismes dels biofertilitzants restauren el cicle natural de nutrients del sòl i li donen matèria orgànica.

## Alguns biofertilitzants
- Rhizobium: en plantes lleguminoses
- Azotobacter:en blat, cotó, etc.
- Azospirillum:en sorgo, mill i altres
- Algues blaves, dels gèneres Nostoc, Anabaena, Tolypothrix i Aulosira en arròs
- Bacteris solubilitzants del fòsfor com Pantoea agglomerans soca P5, i Pseudomonas putida soca P13[2]

### Avantatges d'usar biofertilitzants
En ser éssers vius poden convertir matèria orgànica complexa en compostos simples fàcilment absorbibles per les plantes. A la llarga miloren la fertilitat el sòl i n'incrementen el rendiment de les collites entre un 20 a 30%. Augmenten la resistència a la secada i a algunes mallties. Són més econòmics que els adobs químics. Són millors pel medi ambient.